# Epic Comics
Epic Comics foi uma linha editorial da Marvel Comics criada em 1980 e dirigida a um público mais velho que a linha tradicional da Marvel, trazendo obras cuja propriedade intelectual era de seus autores. A sua última publicação data de 1995 (ou 1998, se levar em conta uma compilação). Retomado entre 2003 e 2004, foram publicados quatro títulos diferentes, sendo esta fase conhecida por Epic II. Com a criação da linha MAX destinada a adultos, em 2004, a Epic foi extinta. Algumas das suas publicações não eram originais mas sim edições de obras europeias.

## Títulos publicados
Os títulos publicados pela Epic Comics entre 1980 e 1995 foram os seguintes:
| Título                                                | Início | Fim  | issues | Roteiro                                | Arte                         | Publicação no Brasil                               |
| ----------------------------------------------------- | ------ | ---- | ------ | -------------------------------------- | ---------------------------- | -------------------------------------------------- |
| 67 Seconds                                            | 1992   | 1992 | 1      | James Robinson                         | Steve Yowell (Yeowell)       |                                                    |
| A1 vol. 2                                             | 1992   | 1993 | 4      | Diversos                               | Diversos                     |                                                    |
| Abraham Stone                                         | 1995   | 1995 | 2      | Joe Kubert                             | Joe Kubert                   |                                                    |
| Airtight Garage                                       | 1993   | 1993 | 4      | Moebius                                | Moebius                      |                                                    |
| Akira                                                 | 1988   | 1995 | 38     | Katsuhiro Otomo                        | Katsuhiro Otomo              | Globo: 1990; 1992 †                                |
| Alien Legion vol. 1                                   | 1984   | 1987 | 20     | Carl Potts, Alan Zelenetz              | Frank Cirocco, Larry Stroman | Abril: Epic Marvel 1985 †                          |
| Alien Legion vol. 2                                   | 1987   | 1990 | 18     | Carl Potts, Alan Zelenetz, Chuck Dixon | Larry Stroman                | Abril: Legião Alien 2003 †                         |
| Alien Legion: Binary Deep                             | 1993   | 1993 | 1      | Chuck Dixon                            | Enrique Alcatena             |                                                    |
| Alien Legion: Jugger Grimrod                          | 1992   | 1992 | 1      | Chuck Dixon                            | Michael McMahon              |                                                    |
| Alien Legion: On the Edge                             | 1990   | 1991 | 3      | Chuck Dixon                            | Larry Stroman                |                                                    |
| Alien Legion: One Planet at a Time                    | 1993   | 1993 | 3      | Chuck Dixon                            | Hoang Nguyen                 |                                                    |
| Alien Legion: Tenants of Hell                         | 1991   | 1991 | 2      | Chuck Dixon                            | Larry Stroman                |                                                    |
| Atomic Age                                            | 1990   | 1991 | 4      | Frank Lovece                           | Mike Okamoto                 |                                                    |
| Blood: A Tale                                         | 1987   | 1987 |        |                                        |                              |                                                    |
| Bloodlines: A Tale From the Heart of Africa           | 1992   | 1992 |        |                                        |                              |                                                    |
| Blueberry                                             | 1989   | 1990 |        |                                        |                              |                                                    |
| Book of the Damned: A Hellraiser Companion            | 1991   | 1993 |        |                                        |                              |                                                    |
| Brats Bizarre                                         | 1994   | 1994 |        |                                        |                              |                                                    |
| Cadillacs and Dinosaurs                               | 1990   | 1991 |        |                                        |                              |                                                    |
| Captain Confederacy                                   | 1991   | 1992 |        |                                        |                              |                                                    |
| Car Warriors                                          | 1991   | 1991 |        |                                        |                              |                                                    |
| Chiller                                               | 1993   | 1993 |        |                                        |                              |                                                    |
| Cholly and Flytrap                                    | 1991   | 1991 |        |                                        |                              |                                                    |
| Coneheads                                             | 1994   | 1994 |        |                                        |                              |                                                    |
| Coyote                                                | 1983   | 1986 |        |                                        |                              |                                                    |
| Crash Ryan                                            | 1984   | 1985 |        |                                        |                              |                                                    |
| Crime and Punishment: Marshall Law Takes Manhattan    | 1989   | 1989 |        |                                        |                              |                                                    |
| Destrutor e Wolverine: Meltdown                       | 1989   | 1989 |        |                                        |                              |                                                    |
| Dinosaurs: A Celebration                              | 1990   | 1991 |        |                                        |                              |                                                    |
| Dragon Lines                                          | 1993   | 1993 |        |                                        |                              |                                                    |
| Dragon Lines: The Way of the Warrior                  | 1993   | 1994 |        |                                        |                              |                                                    |
| Dreadlands                                            | 1992   | 1992 |        |                                        |                              |                                                    |
| Dreadstar                                             | 1982   | 1986 |        |                                        |                              |                                                    |
| Dreadstar Annual                                      | 1983   | 1983 |        |                                        |                              |                                                    |
| Elektra Lives Again                                   | 1990   | 1990 |        |                                        |                              |                                                    |
| Elektra: Assassina                                    | 1986   | 1987 |        |                                        |                              |                                                    |
| Elfquest                                              | 1985   | 1988 |        |                                        |                              |                                                    |
| Epic                                                  | 1992   | 1992 |        |                                        |                              |                                                    |
| Epic Illustrated                                      | 1980   | 1986 |        |                                        |                              |                                                    |
| Epic Lite                                             | 1991   | 1991 |        |                                        |                              |                                                    |
| Epic Sam and Max Freelance Police                     | 1992   | 1992 |        |                                        |                              |                                                    |
| Epic: An Anthology                                    | 1992   | 1992 |        |                                        |                              |                                                    |
| Everyman                                              | 1991   | 1991 |        |                                        |                              |                                                    |
| Fahfrd and the Gray Mouser                            | 1990   | 1991 |        |                                        |                              |                                                    |
| Farewell to Weapons                                   | 1992   | 1992 |        |                                        |                              |                                                    |
| Feud                                                  | 1993   | 1993 |        |                                        |                              |                                                    |
| Fighting American                                     | 1989   | 1989 |        |                                        |                              |                                                    |
| Groo Chronicles                                       | 1989   | 1990 |        |                                        |                              |                                                    |
| Groo o Errante                                        | 1985   | 1995 |        |                                        |                              |                                                    |
| Heavy Hitters                                         | 1993   | 1993 |        |                                        |                              |                                                    |
| Hellhound: The Redemption Quest                       | 1993   | 1994 |        |                                        |                              |                                                    |
| Hellraiser                                            | 1989   | 1993 |        |                                        |                              |                                                    |
| Hellraiser Dark Holiday Special                       | 1992   | 1992 |        |                                        |                              |                                                    |
| Hellraiser III: Hell on Earth                         | 1992   | 1992 |        |                                        |                              |                                                    |
| Hellraiser Spring Slaughter                           | 1994   | 1994 |        |                                        |                              |                                                    |
| Hellraiser Summer Special                             | 1992   | 1992 |        |                                        |                              |                                                    |
| Hellraiser/Nightbreed: Jihad                          | 1991   | 1991 |        |                                        |                              |                                                    |
| Hollywood Superstars                                  | 1990   | 1991 |        |                                        |                              |                                                    |
| Idol                                                  | 1992   | 1992 |        |                                        |                              |                                                    |
| In His Steps                                          | 1994   | 1994 |        |                                        |                              |                                                    |
| Interface                                             | 1989   | 1990 |        |                                        |                              |                                                    |
| Lance Barnes, the Post Nuke Dick                      | 1993   | 1993 |        |                                        |                              |                                                    |
| Lawdog                                                | 1993   | 1994 |        |                                        |                              |                                                    |
| Lawdog vs. Grimrod                                    | 1994   | 1994 |        |                                        |                              |                                                    |
| Lawdog/Grimrod: Terror at the Crossroads              | 1993   | 1993 |        |                                        |                              |                                                    |
| Marshal Blueberry                                     | 1991   | 1991 |        |                                        |                              |                                                    |
| Marshal Law                                           | 1987   | 1989 |        |                                        |                              |                                                    |
| Memories                                              | 1992   | 1992 |        |                                        |                              |                                                    |
| Midnight Men                                          | 1993   | 1993 |        |                                        |                              |                                                    |
| Moebius                                               | 1987   | 1994 |        |                                        |                              |                                                    |
| Moebius Chaos                                         | 1991   | 1991 |        |                                        |                              |                                                    |
| Moebius Metallic Memories                             | 1991   | 1991 |        |                                        |                              |                                                    |
| Moonshadow                                            | 1985   | 1987 |        |                                        |                              |                                                    |
| Mutatis                                               | 1992   | 1992 |        |                                        |                              |                                                    |
| Neuromancer                                           | 1989   | 1989 |        |                                        |                              |                                                    |
| Nightbreed                                            | 1990   | 1993 |        |                                        |                              |                                                    |
| Nightbreed Genesis                                    | 1993   | 1993 |        |                                        |                              |                                                    |
| O Incal                                               | 1988   | 1989 |        |                                        |                              |                                                    |
| Offcasts                                              | 1993   | 1993 |        |                                        |                              |                                                    |
| Olympians                                             | 1992   | 1992 |        |                                        |                              |                                                    |
| Onyx Overlord                                         | 1992   | 1993 |        |                                        |                              |                                                    |
| Pinhead                                               | 1993   | 1994 |        |                                        |                              |                                                    |
| Pinhead vs. Marshall Law                              | 1993   | 1993 |        |                                        |                              |                                                    |
| Plastic Forks                                         | 1990   | 1990 |        |                                        |                              |                                                    |
| Psychonauts                                           | 1993   | 1994 |        |                                        |                              |                                                    |
| Roid Rage                                             | 1994   | 1994 |        |                                        |                              |                                                    |
| Sachs and Violens                                     | 1993   | 1994 |        |                                        |                              |                                                    |
| Sam and Max: Bad Day on the Moon                      | 1992   | 1992 |        |                                        |                              |                                                    |
| Samurai Cat                                           | 1991   | 1991 |        |                                        |                              |                                                    |
| Se7en Block                                           | 1990   | 1990 |        |                                        |                              |                                                    |
| Sinking                                               | 1991   | 1991 |        |                                        |                              |                                                    |
| Sisterhood of Steel                                   | 1984   | 1986 | 8      | Christy Marx                           | Mike Vosburg                 | Epic Marvel 1-3, Ed. Abril. 1985. Issues 1-3       |
| Six from Sirius                                       | 1984   | 1984 |        |                                        |                              |                                                    |
| Six from Sirius                                       | 1986   | 1986 |        |                                        |                              |                                                    |
| Sleeze Brothers Special                               | 1991   | 1991 |        |                                        |                              |                                                    |
| Solarman                                              | 1989   | 1990 |        |                                        |                              |                                                    |
| Son of Yuppies from Hell                              | 1990   | 1990 |        |                                        |                              |                                                    |
| Spyke                                                 | 1993   | 1993 |        |                                        |                              |                                                    |
| Stalkers                                              | 1990   | 1991 |        |                                        |                              |                                                    |
| Starstruck                                            | 1985   | 1986 |        |                                        |                              |                                                    |
| Steelgrip Starkey                                     | 1986   | 1987 |        |                                        |                              |                                                    |
| Steeltown Rockers                                     | 1990   | 1990 |        |                                        |                              |                                                    |
| Strange Combat Tales                                  | 1993   | 1994 |        |                                        |                              |                                                    |
| Stray Toasters                                        | 1988   | 1988 |        |                                        |                              |                                                    |
| Surfista Prateado: Parábola                           | 1988   | 1989 |        |                                        |                              |                                                    |
| Swords of the Swashbucklers                           | 1985   | 1987 |        |                                        |                              |                                                    |
| Tales from the Heart of Africa: The Temporary Natives | 1990   | 1990 |        |                                        |                              |                                                    |
| Team Helix                                            | 1993   | 1993 |        |                                        |                              |                                                    |
| Ted McKeever's Metropol                               | 1991   | 1992 |        |                                        |                              |                                                    |
| Ted McKeever's Metropol: A.D.                         | 1992   | 1992 |        |                                        |                              |                                                    |
| Tekworld (William Shatner's)                          | 1992   | 1994 |        |                                        |                              |                                                    |
| Tenente Blueberry                                     | 1991   | 1991 |        |                                        |                              |                                                    |
| Terrarists                                            | 1993   | 1994 |        |                                        |                              |                                                    |
| The Black Dragon                                      | 1985   | 1985 |        |                                        |                              |                                                    |
| The Bozz Chronicles                                   | 1985   | 1986 |        |                                        |                              |                                                    |
| The Elsewhere Prince                                  | 1990   | 1990 |        |                                        |                              |                                                    |
| The Harrowers                                         | 1993   | 1994 |        |                                        |                              |                                                    |
| The Last American                                     | 1990   | 1991 |        |                                        |                              | O Último Americano, Globo 1992 mini, 1993 completa |
| The Last of the Dragons                               | 1991   | 1991 |        |                                        |                              |                                                    |
| The Light and Darkness War                            | 1988   | 1989 |        |                                        |                              |                                                    |
| The One                                               | 1985   | 1986 |        |                                        |                              |                                                    |
| The Shadowline Saga: A Critical Mass                  | 1990   | 1990 | 7      | Diversos                               | Diversos                     |                                                    |
| The Shadowline Saga: Doctor Zero                      | 1988   | 1989 |        |                                        |                              |                                                    |
| The Shadowline Saga: Powerline                        | 1988   | 1989 | 8      |                                        |                              | Globo: Gibi #4 e #12 (1993-4)                      |
| The Shadowline Saga: St. George                       | 1988   | 1989 |        |                                        |                              |                                                    |
| The Sleeze Brothers                                   | 1989   | 1990 |        |                                        |                              |                                                    |
| The Tomb of Dracula                                   | 1991   | 1991 |        |                                        |                              |                                                    |
| The Trouble with Girls: Night of the Lizard           | 1993   | 1993 |        |                                        |                              |                                                    |
| Timespirits                                           | 1984   | 1986 |        |                                        |                              |                                                    |
| Tomorrow Knights                                      | 1990   | 1991 |        |                                        |                              |                                                    |
| Tor                                                   | 1993   | 1993 |        |                                        |                              |                                                    |
| Transmutation of Ike Garuda                           | 1991   | 1991 |        |                                        |                              |                                                    |
| Untamed                                               | 1993   | 1993 |        |                                        |                              |                                                    |
| Video Jack                                            | 1987   | 1988 |        |                                        |                              |                                                    |
| Void Indigo                                           | 1984   | 1985 |        |                                        |                              |                                                    |
| War Man                                               | 1993   | 1993 |        |                                        |                              |                                                    |
| Weaveworld                                            | 1991   | 1992 |        |                                        |                              |                                                    |
| Wild Cards                                            | 1990   | 1990 |        |                                        |                              |                                                    |
| Wolfpack                                              | 1988   | 1989 |        |                                        |                              |                                                    |
| Yuppies From Hell                                     | 1989   | 1989 |        |                                        |                              |                                                    |

† = série (no Brasil) terminou antes de publicar todas as issues estrangeira.
* = série (no Brasil) ainda está em execução.

Alguns destes títulos foram publicados no Brasil pela Editora Abril.
Os títulos publicados sob a Epic II foram:
- Trouble (2003-2004)
- Crimson Dynamo (2003-2004)
- Gun Theory (2003-2004)
- Epic Anthology (2004)